# Локус (премія)
Премія Локус (англ. Locus Award) — літературна премія, яку присуджують щорічно з 1971 року за результатами голосування читачів американського журналу «Локус» (Locus Magazine). Вручають премії у 15 номінаціях. Найвідоміша — за вручення премій у сфері наукової фантастики, фентезі та фантастики жахів.
Спочатку це було опитування лише передплатників журналу Locus, зараз голосування відкрите для всіх, але голоси передплатників враховуються вдвічі більше, ніж голоси тих, хто не є передплатником. Енциклопедія наукової фантастики вважає, що премія «Локус» поділяє репутацію «Г'юґо» та «Неб'юла».

## Переможці
Найбільше премій отримав Ґерднер Дозуа (англ. Gardner Dozois). Він перемагав 35 разів, а Ніл Ґейман отримав найбільше нагород за художні твори — 18.
У галузі фантастики найбільше премій одержала Урсула Ле Гуїн — дев'ятнадцять премій.

## Категорії
Твори та фантасти номінуються в 14-х категоріях:
- найкращий науково-фантастичний,
- найкращий фентезійний роман,
- найкращий роман у жанрі жахів,
- найкращий дебютний роман,
- найкраща підліткова книга,
- найкраща повість,
- найкраща коротка повість,
- найкраще оповідання,
- найкраща публіцистична книга,
- найкраща авторська збірка,
- найкраща антологія,
- найкращий художник,
- найкращий журнал,
- найкращий редактор,
- найкраще книжкове видавництво.

Також неодноразово проводилися опитування серед читачів видання з метою визначення «найкращого автора фантастики».